# Tour d'Italie féminin 1997
La 8e édition du Tour d'Italie féminin (Giro Donne 1997, Giro d'Italia Internazionale Femminile en italien) a lieu du 2 au 13 juillet 1997. La course fait partie du calendrier UCI féminin en catégorie 2.9.1. 
La première étape est vallonnée. Diana Žiliūtė remporte le sprint d'un peloton réduit. Le lendemain, Nada Cristofoli gagne le sprint. Imelda Chiappa s'empare du maillot rose. Valeria Cappellotto gagne la troisième étape. La quatrième a une côte puis une descente dans le final. Un quatuor se dispute la victoire. Diana Žiliūtė est la plus rapide et reprend la tête du classement général. Fabiana Luperini gagne en solitaire la première étape de montagne avec deux minutes vingt-trois d'avance sur ses concurrentes. Elle prend définitivement la tête du classement général. Le contre-la-montre de la sixième étape est remporté par Diana Žiliūtė. Luperini y perd beaucoup de temps. Catherine Marsal lève les bras sur la septième étape au sprint. Sylvie Riedle s'impose en solitaire sur la huitième étape. Fabiana Luperini remporte la difficile huitième étape avec de nouveau plus de deux minutes d'avance sur ses poursuivantes. Elle récidive le lendemain en haut du Monte Zoncolan. Gabriella Pregnolato est la plus véloce sur la onzième étape. Diana Žiliūtė s'offre une quatrième victoire d'étape en devançant le peloton au sprint sur l'ultime étape. Au classement général, Fabiana Luperini s'impose devant Linda Jackson, près de cinq minutes derrière et logiquement meilleure étrangère, et Edita Pučinskaitė. Luperini est également meilleure grimpeuse tandis que Pučinskaitė est la meilleure jeune. Diana Žiliūtė gagne le classement par points. Greta Zocca est la meilleure sprinteuse.

## Présentation

### Équipes
| Équipes féminines professionnelles (7)- Sanson Vittorio Veneto - Euregio Egrensis - Acca Due O - Edil Savino - SC Michela Fanini - Saeco-Timex - Rabobank Women Équipes nationales (2)- Suisse - Canada |
| |

### Favorites
Fabiana Luperini, triple vainqueur sortante, est favorite à sa succession. Le parcours montagneux est à son avantage.

## Étapes
| Étape     | Date      | Villes étapes                             | type                        | Distance (km) | Vainqueur d'étape    | Leader du classement général |
| --------- | --------- | ----------------------------------------- | --------------------------- | ------------- | -------------------- | ---------------------------- |
| 1re étape | 2 juill.  | Barrea – Pescasseroli                     | étape vallonnée             | 92            | Diana Žiliūtė        | Diana Žiliūtė                |
| 2e étape  | 3 juill.  | Colonnella – Martinsicuro                 | étape de plaine             | 116           | Nada Cristofoli      | Imelda Chiappa               |
| 3e étape  | 4 juill.  | Morrovalle – Macerata                     | étape vallonnée             | 115           | Valeria Cappellotto  | Imelda Chiappa               |
| 4e étape  | 5 juill.  | Gubbio – Umbertide                        | étape vallonnée             | 108,5         | Diana Žiliūtė        | Diana Žiliūtė                |
| 5e étape  | 6 juill.  | Castrocaro Terme e Terra del Sole – Forlì | étape de montagne           | 116           | Fabiana Luperini     | Fabiana Luperini             |
| 6e étape  | 7 juill.  | Ostellato – Portomaggiore                 | contre-la-montre individuel | 20            | Diana Žiliūtė        | Fabiana Luperini             |
| 7e étape  | 8 juill.  | Piove di Sacco – Monselice                | étape de plaine             | 99            | Catherine Marsal     | Fabiana Luperini             |
| 8e étape  | 9 juill.  | Zevio – Vérone                            | étape de plaine             | 111           | Sylvie Riedle        | Fabiana Luperini             |
| 9e étape  | 10 juill. | Feltre – Agordo                           | étape de montagne           | 91            | Fabiana Luperini     | Fabiana Luperini             |
| 10e étape | 11 juill. | Forgaria nel Friuli – Monte Zoncolan      | étape de montagne           | 79            | Fabiana Luperini     | Fabiana Luperini             |
| 11e étape | 12 juill. | Tolmezzo – Udine                          | étape de plaine             | 99            | Gabriella Pregnolato | Fabiana Luperini             |
| 12e étape | 13 juill. | Udine – Trieste                           | étape de plaine             | 110           | Diana Žiliūtė        | Fabiana Luperini             |

## Déroulement de la course

### 1reétape
La météo est chaude et sèche. Il y a une côte de deuxième catégorie et une de troisième catégorie au programme. Aucune échappée ne se forme. Le peloton est néanmoins réduit à une cinquantaine d'unités par les difficultés. Diana Žiliūtė s'impose.
| \| Classement de l'étape \| Classement de l'étape \| Classement de l'étape \| Classement de l'étape \| Classement de l'étape \| \| Coureur \| Coureur \| Pays \| Équipe \| Temps \| \| --------------------- \| ---------------------- \| --------------------- \| --------------------- \| --------------------- \| \| 1re \| Diana Žiliūtė \| Lituanie \| Acca Due O \| 2 h 30 min 48 s \| \| 2e \| Imelda Chiappa \| Italie \| Edil Savino \| + 0 s \| \| 3e \| Simona Parente \| Italie \| Edil Savino \| + 0 s \| \| 4e \| Izaskun Bengoa \| Espagne \| \| + 0 s \| \| 5e \| Edita Pučinskaitė \| Lituanie \| Acca Due O \| + 0 s \| \| 6e \| Catherine Marsal \| France \| \| + 0 s \| \| 7e \| Alessandra Cappellotto \| Italie \| \| + 0 s \| \| 8e \| Valeria Cappellotto \| Italie \| Mimosa \| + 0 s \| \| 9e \| Luisiana Pegoraro \| Italie \| \| + 0 s \| \| 10e \| Monica Valvik-Valen \| Norvège \| \| + 0 s \| |                        |          |             |                 |
| |                        |          |             |                 |
| |                        |          |             |                 |
| Classement de l'étape |                        |          |             |                 |
| Coureur | Coureur                | Pays     | Équipe      | Temps           |
| 1re | Diana Žiliūtė          | Lituanie | Acca Due O  | 2 h 30 min 48 s |
| 2e | Imelda Chiappa         | Italie   | Edil Savino | + 0 s           |
| 3e | Simona Parente         | Italie   | Edil Savino | + 0 s           |
| 4e | Izaskun Bengoa         | Espagne  |             | + 0 s           |
| 5e | Edita Pučinskaitė      | Lituanie | Acca Due O  | + 0 s           |
| 6e | Catherine Marsal       | France   |             | + 0 s           |
| 7e | Alessandra Cappellotto | Italie   |             | + 0 s           |
| 8e | Valeria Cappellotto    | Italie   | Mimosa      | + 0 s           |
| 9e | Luisiana Pegoraro      | Italie   |             | + 0 s           |
| 10e | Monica Valvik-Valen    | Norvège  |             | + 0 s           |

| \| Classement général \| Classement général \| Classement général \| Classement général \| Classement général \| \| Coureur \| Coureur \| Pays \| Équipe \| Temps \| \| ------------------ \| ------------------ \| ------------------ \| ------------------ \| ------------------ \| \| 1re \| Diana Žiliūtė \| Lituanie \| Acca Due O \| \| |               |          |            |       |
| |               |          |            |       |
| |               |          |            |       |
| Classement général |               |          |            |       |
| Coureur | Coureur       | Pays     | Équipe     | Temps |
| 1re | Diana Žiliūtė | Lituanie | Acca Due O |       |

### 2eétape
| \| Classement de l'étape \| Classement de l'étape \| Classement de l'étape \| Classement de l'étape \| Classement de l'étape \| \| Coureur \| Coureur \| Pays \| Équipe \| Temps \| \| --------------------- \| ------------------------- \| --------------------- \| --------------------- \| --------------------- \| \| 1re \| Nada Cristofoli \| Italie \| Mimosa \| 2 h 58 min 02 s \| \| 2e \| Imelda Chiappa \| Italie \| Edil Savino \| + 0 s \| \| 3e \| Yvonne Brunen \| Pays-Bas \| \| + 0 s \| \| 4e \| Simona Parente \| Italie \| Edil Savino \| + 0 s \| \| 5e \| Diana Žiliūtė \| Lituanie \| Acca Due O \| + 0 s \| \| 6e \| Valeria Cappellotto \| Italie \| Mimosa \| + 0 s \| \| 7e \| Yvonne Schnorf-Wabel \| Suisse \| \| + 0 s \| \| 8e \| Tatiana Stiajkina \| Ukraine \| \| + 0 s \| \| 9e \| Catherine Marsal \| France \| \| + 0 s \| \| 10e \| Élisabeth Chevanne-Brunel \| France \| SC Michela Fanini \| + 0 s \| |                           |          |                   |                 |
| |                           |          |                   |                 |
| |                           |          |                   |                 |
| Classement de l'étape |                           |          |                   |                 |
| Coureur | Coureur                   | Pays     | Équipe            | Temps           |
| 1re | Nada Cristofoli           | Italie   | Mimosa            | 2 h 58 min 02 s |
| 2e | Imelda Chiappa            | Italie   | Edil Savino       | + 0 s           |
| 3e | Yvonne Brunen             | Pays-Bas |                   | + 0 s           |
| 4e | Simona Parente            | Italie   | Edil Savino       | + 0 s           |
| 5e | Diana Žiliūtė             | Lituanie | Acca Due O        | + 0 s           |
| 6e | Valeria Cappellotto       | Italie   | Mimosa            | + 0 s           |
| 7e | Yvonne Schnorf-Wabel      | Suisse   |                   | + 0 s           |
| 8e | Tatiana Stiajkina         | Ukraine  |                   | + 0 s           |
| 9e | Catherine Marsal          | France   |                   | + 0 s           |
| 10e | Élisabeth Chevanne-Brunel | France   | SC Michela Fanini | + 0 s           |

| \| Classement général \| Classement général \| Classement général \| Classement général \| Classement général \| \| Coureur \| Coureur \| Pays \| Équipe \| Temps \| \| ------------------ \| ------------------------- \| ------------------ \| ------------------ \| ------------------ \| \| 1re \| Imelda Chiappa \| Italie \| Edil Savino \| 5 h 28 min 50 s \| \| 2e \| Diana Žiliūtė \| Lituanie \| Acca Due O \| + 0 s \| \| 3e \| Simona Parente \| Italie \| Edil Savino \| + 0 s \| \| 4e \| Izaskun Bengoa \| Espagne \| \| + 0 s \| \| 5e \| Valeria Cappellotto \| Italie \| Mimosa \| + 0 s \| \| 6e \| Catherine Marsal \| France \| \| + 0 s \| \| 7e \| Edita Pučinskaitė \| Lituanie \| Acca Due O \| + 0 s \| \| 8e \| Élisabeth Chevanne-Brunel \| France \| SC Michela Fanini \| + 0 s \| \| 9e \| Yvonne Schnorf-Wabel \| Suisse \| \| + 0 s \| \| 10e \| Alessandra Cappellotto \| Italie \| \| + 0 s \| |                           |          |                   |                 |
| |                           |          |                   |                 |
| |                           |          |                   |                 |
| Classement général |                           |          |                   |                 |
| Coureur | Coureur                   | Pays     | Équipe            | Temps           |
| 1re | Imelda Chiappa            | Italie   | Edil Savino       | 5 h 28 min 50 s |
| 2e | Diana Žiliūtė             | Lituanie | Acca Due O        | + 0 s           |
| 3e | Simona Parente            | Italie   | Edil Savino       | + 0 s           |
| 4e | Izaskun Bengoa            | Espagne  |                   | + 0 s           |
| 5e | Valeria Cappellotto       | Italie   | Mimosa            | + 0 s           |
| 6e | Catherine Marsal          | France   |                   | + 0 s           |
| 7e | Edita Pučinskaitė         | Lituanie | Acca Due O        | + 0 s           |
| 8e | Élisabeth Chevanne-Brunel | France   | SC Michela Fanini | + 0 s           |
| 9e | Yvonne Schnorf-Wabel      | Suisse   |                   | + 0 s           |
| 10e | Alessandra Cappellotto    | Italie   |                   | + 0 s           |

### 3eétape
La mété est toujours caniculaire. Anne Samplonius est échappée durant 90 kilomètres et compte jusqu'à six minutes d'avance, mais est reprise aux deux kilomètres au milieu de la côte finale. À vingt kilomètres de la ligne, Fabiana Luperini crève mais revient dans le peloton. Valeria Cappellotto remporte l'étape.
| \| Classement de l'étape \| Classement de l'étape \| Classement de l'étape \| Classement de l'étape \| Classement de l'étape \| \| Coureur \| Coureur \| Pays \| Équipe \| Temps \| \| --------------------- \| --------------------- \| --------------------- \| --------------------- \| --------------------- \| \| 1re \| Valeria Cappellotto \| Italie \| Mimosa \| 3 h 08 min 57 s \| \| 2e \| Diana Žiliūtė \| Lituanie \| Acca Due O \| + 0 s \| \| 3e \| Imelda Chiappa \| Italie \| Edil Savino \| + 0 s \| \| 4e \| Edita Pučinskaitė \| Lituanie \| Acca Due O \| + 0 s \| \| 5e \| Fabiana Luperini \| Italie \| Mimosa \| + 0 s \| |                     |          |             |                 |
| |                     |          |             |                 |
| |                     |          |             |                 |
| Classement de l'étape |                     |          |             |                 |
| Coureur | Coureur             | Pays     | Équipe      | Temps           |
| 1re | Valeria Cappellotto | Italie   | Mimosa      | 3 h 08 min 57 s |
| 2e | Diana Žiliūtė       | Lituanie | Acca Due O  | + 0 s           |
| 3e | Imelda Chiappa      | Italie   | Edil Savino | + 0 s           |
| 4e | Edita Pučinskaitė   | Lituanie | Acca Due O  | + 0 s           |
| 5e | Fabiana Luperini    | Italie   | Mimosa      | + 0 s           |

| \| Classement général \| Classement général \| Classement général \| Classement général \| Classement général \| \| Coureur \| Coureur \| Pays \| Équipe \| Temps \| \| ------------------ \| ------------------- \| ------------------ \| ------------------ \| ------------------ \| \| 1re \| Imelda Chiappa \| Italie \| Edil Savino \| 8 h 37 min 47 s \| \| 2e \| Diana Žiliūtė \| Lituanie \| Acca Due O \| + 0 s \| \| 3e \| Valeria Cappellotto \| Italie \| Mimosa \| + 0 s \| |                     |          |             |                 |
| |                     |          |             |                 |
| |                     |          |             |                 |
| Classement général |                     |          |             |                 |
| Coureur | Coureur             | Pays     | Équipe      | Temps           |
| 1re | Imelda Chiappa      | Italie   | Edil Savino | 8 h 37 min 47 s |
| 2e | Diana Žiliūtė       | Lituanie | Acca Due O  | + 0 s           |
| 3e | Valeria Cappellotto | Italie   | Mimosa      | + 0 s           |

### 4eétape
L'étape comporte une côte de troisième catégorie une de deuxième catégorie, après celle-ci une descente de six kilomètres de long mènent à l'arrivée. Diana Žiliūtė s'impose.
| \| Classement de l'étape \| Classement de l'étape \| Classement de l'étape \| Classement de l'étape \| Classement de l'étape \| \| Coureur \| Coureur \| Pays \| Équipe \| Temps \| \| --------------------- \| --------------------- \| --------------------- \| --------------------- \| --------------------- \| \| 1re \| Diana Žiliūtė \| Lituanie \| Acca Due O \| 2 h 41 min 36 s \| \| 2e \| Barbara Heeb \| Suisse \| Suisse \| + 0 s \| \| 3e \| Fabiana Luperini \| Italie \| Mimosa \| + 0 s \| \| 4e \| Edita Pučinskaitė \| Lituanie \| Acca Due O \| + 0 s \| \| 5e \| Linda Jackson \| Canada \| Saeco-Timex \| + 29 s \| |                   |          |             |                 |
| |                   |          |             |                 |
| |                   |          |             |                 |
| Classement de l'étape |                   |          |             |                 |
| Coureur | Coureur           | Pays     | Équipe      | Temps           |
| 1re | Diana Žiliūtė     | Lituanie | Acca Due O  | 2 h 41 min 36 s |
| 2e | Barbara Heeb      | Suisse   | Suisse      | + 0 s           |
| 3e | Fabiana Luperini  | Italie   | Mimosa      | + 0 s           |
| 4e | Edita Pučinskaitė | Lituanie | Acca Due O  | + 0 s           |
| 5e | Linda Jackson     | Canada   | Saeco-Timex | + 29 s          |

| \| Classement général \| Classement général \| Classement général \| Classement général \| Classement général \| \| Coureur \| Coureur \| Pays \| Équipe \| Temps \| \| ------------------ \| ------------------- \| ------------------ \| ------------------ \| ------------------ \| \| 1re \| Diana Žiliūtė \| Lituanie \| Acca Due O \| \| \| 2e \| Edita Pučinskaitė \| Lituanie \| Acca Due O \| + 0 s \| \| 3e \| Barbara Heeb \| Suisse \| Suisse \| + 0 s \| \| 4e \| Fabiana Luperini \| Italie \| Mimosa \| + 0 s \| \| 5e \| Valeria Cappellotto \| Italie \| Mimosa \| + 29 s \| |                     |          |            |        |
| |                     |          |            |        |
| |                     |          |            |        |
| Classement général |                     |          |            |        |
| Coureur | Coureur             | Pays     | Équipe     | Temps  |
| 1re | Diana Žiliūtė       | Lituanie | Acca Due O |        |
| 2e | Edita Pučinskaitė   | Lituanie | Acca Due O | + 0 s  |
| 3e | Barbara Heeb        | Suisse   | Suisse     | + 0 s  |
| 4e | Fabiana Luperini    | Italie   | Mimosa     | + 0 s  |
| 5e | Valeria Cappellotto | Italie   | Mimosa     | + 29 s |

### 5eétape
Une difficulté de deuxième catégorie est montée par deux fois, une côte de troisième catégorie se trouve ensuite sur le circuit. Fabiana Luperini s'impose avec plus de deux minutes d'avance.
| \| Classement de l'étape \| Classement de l'étape \| Classement de l'étape \| Classement de l'étape \| Classement de l'étape \| \| Coureur \| Coureur \| Pays \| Équipe \| Temps \| \| --------------------- \| ------------------------- \| --------------------- \| --------------------- \| --------------------- \| \| 1re \| Fabiana Luperini \| Italie \| Mimosa \| 3 h 14 min 40 s \| \| 2e \| Alessandra Cappellotto \| Italie \| \| + 2 min 23 s \| \| 3e \| Luisiana Pegoraro \| Italie \| \| + 2 min 23 s \| \| 4e \| Imelda Chiappa \| Italie \| Edil Savino \| + 2 min 23 s \| \| 5e \| Barbara Heeb \| Suisse \| Serotta-Appenzeller \| + 2 min 23 s \| \| 6e \| Élisabeth Chevanne-Brunel \| France \| SC Michela Fanini \| + 2 min 23 s \| \| 7e \| Monica Bandini \| Italie \| \| + 2 min 23 s \| \| 8e \| Valeria Cappellotto \| Italie \| Mimosa \| + 2 min 23 s \| \| 9e \| Edita Pučinskaitė \| Lituanie \| Acca Due O \| + 2 min 23 s \| \| 10e \| Tatiana Stiajkina \| Ukraine \| \| + 2 min 23 s \| |                           |          |                     |                 |
| |                           |          |                     |                 |
| |                           |          |                     |                 |
| Classement de l'étape |                           |          |                     |                 |
| Coureur | Coureur                   | Pays     | Équipe              | Temps           |
| 1re | Fabiana Luperini          | Italie   | Mimosa              | 3 h 14 min 40 s |
| 2e | Alessandra Cappellotto    | Italie   |                     | + 2 min 23 s    |
| 3e | Luisiana Pegoraro         | Italie   |                     | + 2 min 23 s    |
| 4e | Imelda Chiappa            | Italie   | Edil Savino         | + 2 min 23 s    |
| 5e | Barbara Heeb              | Suisse   | Serotta-Appenzeller | + 2 min 23 s    |
| 6e | Élisabeth Chevanne-Brunel | France   | SC Michela Fanini   | + 2 min 23 s    |
| 7e | Monica Bandini            | Italie   |                     | + 2 min 23 s    |
| 8e | Valeria Cappellotto       | Italie   | Mimosa              | + 2 min 23 s    |
| 9e | Edita Pučinskaitė         | Lituanie | Acca Due O          | + 2 min 23 s    |
| 10e | Tatiana Stiajkina         | Ukraine  |                     | + 2 min 23 s    |

| \| Classement général \| Classement général \| Classement général \| Classement général \| Classement général \| \| Coureur \| Coureur \| Pays \| Équipe \| Temps \| \| ------------------ \| ------------------- \| ------------------ \| ------------------ \| ------------------ \| \| 1re \| Fabiana Luperini \| Italie \| Mimosa \| 14 h 34 min 03 s \| \| 2e \| Edita Pučinskaitė \| Lituanie \| Acca Due O \| + 2 min 23 s \| \| 3e \| Barbara Heeb \| Suisse \| Suisse \| + 2 min 23 s \| \| 4e \| Valeria Cappellotto \| Italie \| Mimosa \| + 2 min 52 s \| \| 5e \| Linda Jackson \| Canada \| Canada \| + 3 min 04 s \| \| 6e \| Imelda Chiappa \| Italie \| Edil Savino \| + 3 min 09 s \| |                     |          |             |                  |
| |                     |          |             |                  |
| |                     |          |             |                  |
| Classement général |                     |          |             |                  |
| Coureur | Coureur             | Pays     | Équipe      | Temps            |
| 1re | Fabiana Luperini    | Italie   | Mimosa      | 14 h 34 min 03 s |
| 2e | Edita Pučinskaitė   | Lituanie | Acca Due O  | + 2 min 23 s     |
| 3e | Barbara Heeb        | Suisse   | Suisse      | + 2 min 23 s     |
| 4e | Valeria Cappellotto | Italie   | Mimosa      | + 2 min 52 s     |
| 5e | Linda Jackson       | Canada   | Canada      | + 3 min 04 s     |
| 6e | Imelda Chiappa      | Italie   | Edil Savino | + 3 min 09 s     |

### 6eétape
Diana Žiliūtė remporte le contre-la-montre devant Imelda Chiappa qui reprend près de deux minutes quarante à Fabiana Luperini qui reste toutefois en rose. 
| \| Classement de l'étape \| Classement de l'étape \| Classement de l'étape \| Classement de l'étape \| Classement de l'étape \| \| Coureur \| Coureur \| Pays \| Équipe \| Temps \| \| --------------------- \| ---------------------- \| --------------------- \| --------------------- \| --------------------- \| \| 1re \| Diana Žiliūtė \| Lituanie \| Acca Due O \| 26 min 18 s \| \| 2e \| Imelda Chiappa \| Italie \| Edil Savino \| + 17 s \| \| 3e \| Linda Jackson \| Canada \| Saeco-Timex \| + 28 s \| \| 4e \| Gabriella Pregnolato \| Italie \| Edil Savino \| + 30 s \| \| 5e \| Catherine Marsal \| France \| \| + 45 s \| \| 6e \| Joane Somarriba \| Espagne \| \| + 1 min 02 s \| \| 7e \| Alessandra Cappellotto \| Italie \| \| + 1 min 14 s \| \| 8e \| Edita Pučinskaitė \| Lituanie \| Acca Due O \| + 1 min 17 s \| \| 9e \| Luisiana Pegoraro \| Italie \| \| + 1 min 35 s \| \| 10e \| Izaskun Bengoa \| Espagne \| \| + 1 min 36 s \| |                        |          |             |              |
| |                        |          |             |              |
| |                        |          |             |              |
| Classement de l'étape |                        |          |             |              |
| Coureur | Coureur                | Pays     | Équipe      | Temps        |
| 1re | Diana Žiliūtė          | Lituanie | Acca Due O  | 26 min 18 s  |
| 2e | Imelda Chiappa         | Italie   | Edil Savino | + 17 s       |
| 3e | Linda Jackson          | Canada   | Saeco-Timex | + 28 s       |
| 4e | Gabriella Pregnolato   | Italie   | Edil Savino | + 30 s       |
| 5e | Catherine Marsal       | France   |             | + 45 s       |
| 6e | Joane Somarriba        | Espagne  |             | + 1 min 02 s |
| 7e | Alessandra Cappellotto | Italie   |             | + 1 min 14 s |
| 8e | Edita Pučinskaitė      | Lituanie | Acca Due O  | + 1 min 17 s |
| 9e | Luisiana Pegoraro      | Italie   |             | + 1 min 35 s |
| 10e | Izaskun Bengoa         | Espagne  |             | + 1 min 36 s |

| \| Classement général \| Classement général \| Classement général \| Classement général \| Classement général \| \| Coureur \| Coureur \| Pays \| Équipe \| Temps \| \| ------------------ \| ---------------------- \| ------------------ \| ------------------ \| ------------------ \| \| 1re \| Fabiana Luperini \| Italie \| Mimosa \| 15 h 03 min 24 s \| \| 2e \| Imelda Chiappa \| Italie \| Edil Savino \| + 23 s \| \| 3e \| Linda Jackson \| Canada \| Canada \| + 29 s \| \| 4e \| Edita Pučinskaitė \| Lituanie \| Acca Due O \| + 37 s \| \| 5e \| Alessandra Cappellotto \| Italie \| \| + 1 min 20 s \| \| 6e \| Barbara Heeb \| Suisse \| Suisse \| + 1 min 37 s \| \| 7e \| Luisiana Pegoraro \| Italie \| \| + 2 min 22 s \| \| 8e \| Diana Žiliūtė \| Lituanie \| Acca Due O \| + 2 min 55 s \| \| 9e \| Valeria Cappellotto \| Italie \| Mimosa \| + 3 min 05 s \| \| 10e \| Roberta Bonanomi \| Italie \| Mimosa \| + 3 min 07 s \| |                        |          |             |                  |
| |                        |          |             |                  |
| |                        |          |             |                  |
| Classement général |                        |          |             |                  |
| Coureur | Coureur                | Pays     | Équipe      | Temps            |
| 1re | Fabiana Luperini       | Italie   | Mimosa      | 15 h 03 min 24 s |
| 2e | Imelda Chiappa         | Italie   | Edil Savino | + 23 s           |
| 3e | Linda Jackson          | Canada   | Canada      | + 29 s           |
| 4e | Edita Pučinskaitė      | Lituanie | Acca Due O  | + 37 s           |
| 5e | Alessandra Cappellotto | Italie   |             | + 1 min 20 s     |
| 6e | Barbara Heeb           | Suisse   | Suisse      | + 1 min 37 s     |
| 7e | Luisiana Pegoraro      | Italie   |             | + 2 min 22 s     |
| 8e | Diana Žiliūtė          | Lituanie | Acca Due O  | + 2 min 55 s     |
| 9e | Valeria Cappellotto    | Italie   | Mimosa      | + 3 min 05 s     |
| 10e | Roberta Bonanomi       | Italie   | Mimosa      | + 3 min 07 s     |

### 7eétape
Catherine Marsal s'impose au sprint.
| \| Classement de l'étape \| Classement de l'étape \| Classement de l'étape \| Classement de l'étape \| Classement de l'étape \| \| Coureur \| Coureur \| Pays \| Équipe \| Temps \| \| --------------------- \| --------------------- \| --------------------- \| --------------------- \| --------------------- \| \| 1re \| Catherine Marsal \| France \| \| 2 h 28 min 01 s \| \| 2e \| Regina Schleicher \| Allemagne \| \| + 0 s \| \| 3e \| Sara Felloni \| Italie \| Edil Savino \| + 0 s \| \| 4e \| Zita Urbonaitė \| Lituanie \| Acca Due O \| + 0 s \| \| 5e \| Nada Cristofoli \| Italie \| Mimosa \| + 0 s \| \| 6e \| Cinzia Faccin \| Italie \| Acca Due O \| + 0 s \| \| 7e \| Katia Longhin \| Italie \| \| + 0 s \| \| 8e \| Simona Grossi \| Italie \| \| + 0 s \| \| 9e \| Monica Valvik-Valen \| Norvège \| \| + 0 s \| \| 10e \| Mari Holden \| États-Unis \| \| + 0 s \| |                     |            |             |                 |
| |                     |            |             |                 |
| |                     |            |             |                 |
| Classement de l'étape |                     |            |             |                 |
| Coureur | Coureur             | Pays       | Équipe      | Temps           |
| 1re | Catherine Marsal    | France     |             | 2 h 28 min 01 s |
| 2e | Regina Schleicher   | Allemagne  |             | + 0 s           |
| 3e | Sara Felloni        | Italie     | Edil Savino | + 0 s           |
| 4e | Zita Urbonaitė      | Lituanie   | Acca Due O  | + 0 s           |
| 5e | Nada Cristofoli     | Italie     | Mimosa      | + 0 s           |
| 6e | Cinzia Faccin       | Italie     | Acca Due O  | + 0 s           |
| 7e | Katia Longhin       | Italie     |             | + 0 s           |
| 8e | Simona Grossi       | Italie     |             | + 0 s           |
| 9e | Monica Valvik-Valen | Norvège    |             | + 0 s           |
| 10e | Mari Holden         | États-Unis |             | + 0 s           |

| \| Classement général \| Classement général \| Classement général \| Classement général \| Classement général \| \| Coureur \| Coureur \| Pays \| Équipe \| Temps \| \| ------------------ \| ---------------------- \| ------------------ \| ------------------ \| ------------------ \| \| 1re \| Fabiana Luperini \| Italie \| Mimosa \| 17 h 31 min 25 s \| \| 2e \| Imelda Chiappa \| Italie \| Edil Savino \| + 23 s \| \| 3e \| Linda Jackson \| Canada \| Saeco-Timex \| + 29 s \| \| 4e \| Edita Pučinskaitė \| Lituanie \| Acca Due O \| + 37 s \| \| 5e \| Alessandra Cappellotto \| Italie \| \| + 1 min 20 s \| |                        |          |             |                  |
| |                        |          |             |                  |
| |                        |          |             |                  |
| Classement général |                        |          |             |                  |
| Coureur | Coureur                | Pays     | Équipe      | Temps            |
| 1re | Fabiana Luperini       | Italie   | Mimosa      | 17 h 31 min 25 s |
| 2e | Imelda Chiappa         | Italie   | Edil Savino | + 23 s           |
| 3e | Linda Jackson          | Canada   | Saeco-Timex | + 29 s           |
| 4e | Edita Pučinskaitė      | Lituanie | Acca Due O  | + 37 s           |
| 5e | Alessandra Cappellotto | Italie   |             | + 1 min 20 s     |

### 8eétape
| \| Classement de l'étape \| Classement de l'étape \| Classement de l'étape \| Classement de l'étape \| Classement de l'étape \| \| Coureur \| Coureur \| Pays \| Équipe \| Temps \| \| --------------------- \| --------------------- \| --------------------- \| --------------------- \| --------------------- \| \| 1re \| Sylvie Riedle \| France \| \| 2 h 45 min 37 s \| \| 2e \| Diana Žiliūtė \| Lituanie \| Acca Due O \| + 57 s \| \| 3e \| Yvonne Schnorf-Wabel \| Suisse \| \| + 57 s \| \| 4e \| Simona Parente \| Italie \| Edil Savino \| + 57 s \| |                      |          |             |                 |
| |                      |          |             |                 |
| |                      |          |             |                 |
| Classement de l'étape |                      |          |             |                 |
| Coureur | Coureur              | Pays     | Équipe      | Temps           |
| 1re | Sylvie Riedle        | France   |             | 2 h 45 min 37 s |
| 2e | Diana Žiliūtė        | Lituanie | Acca Due O  | + 57 s          |
| 3e | Yvonne Schnorf-Wabel | Suisse   |             | + 57 s          |
| 4e | Simona Parente       | Italie   | Edil Savino | + 57 s          |

| \| Classement général \| Classement général \| Classement général \| Classement général \| Classement général \| \| Coureur \| Coureur \| Pays \| Équipe \| Temps \| \| ------------------ \| ------------------ \| ------------------ \| ------------------ \| ------------------ \| |         |      |        |       |
| |         |      |        |       |
| |         |      |        |       |
| Classement général |         |      |        |       |
| Coureur | Coureur | Pays | Équipe | Temps |

### 9eétape
Dans cette étape de montagne, qui emprunte le Passo Rolle puis le Col Valles, Fabiana Luperini s'isole rapidement et remporte l'étape avec une large avance.
| \| Classement de l'étape \| Classement de l'étape \| Classement de l'étape \| Classement de l'étape \| Classement de l'étape \| \| Coureur \| Coureur \| Pays \| Équipe \| Temps \| \| --------------------- \| --------------------- \| --------------------- \| --------------------- \| --------------------- \| \| 1re \| Fabiana Luperini \| Italie \| Mimosa \| 2 h 52 min 26 s \| \| 2e \| Imelda Chiappa \| Italie \| Edil Savino \| + 2 min 44 s \| \| 3e \| Edita Pučinskaitė \| Lituanie \| Acca Due O \| + 2 min 44 s \| \| 4e \| Linda Jackson \| Canada \| Saeco-Timex \| + 2 min 44 s \| \| 5e \| Barbara Heeb \| Suisse \| Suisse \| + 4 min 20 s \| |                   |          |             |                 |
| |                   |          |             |                 |
| |                   |          |             |                 |
| Classement de l'étape |                   |          |             |                 |
| Coureur | Coureur           | Pays     | Équipe      | Temps           |
| 1re | Fabiana Luperini  | Italie   | Mimosa      | 2 h 52 min 26 s |
| 2e | Imelda Chiappa    | Italie   | Edil Savino | + 2 min 44 s    |
| 3e | Edita Pučinskaitė | Lituanie | Acca Due O  | + 2 min 44 s    |
| 4e | Linda Jackson     | Canada   | Saeco-Timex | + 2 min 44 s    |
| 5e | Barbara Heeb      | Suisse   | Suisse      | + 4 min 20 s    |

| \| Classement général \| Classement général \| Classement général \| Classement général \| Classement général \| \| Coureur \| Coureur \| Pays \| Équipe \| Temps \| \| ------------------ \| ------------------ \| ------------------ \| ------------------ \| ------------------ \| \| 1re \| Fabiana Luperini \| Italie \| Mimosa \| 23 h 10 min 25 s \| \| 2e \| Imelda Chiappa \| Italie \| Edil Savino \| + 3 min 07 s \| \| 3e \| Linda Jackson \| Canada \| Saeco-Timex \| + 3 min 13 s \| \| 4e \| Edita Pučinskaitė \| Lituanie \| Acca Due O \| + 3 min 21 s \| \| 5e \| Barbara Heeb \| Suisse \| Suisse \| + 5 min 57 s \| |                   |          |             |                  |
| |                   |          |             |                  |
| |                   |          |             |                  |
| Classement général |                   |          |             |                  |
| Coureur | Coureur           | Pays     | Équipe      | Temps            |
| 1re | Fabiana Luperini  | Italie   | Mimosa      | 23 h 10 min 25 s |
| 2e | Imelda Chiappa    | Italie   | Edil Savino | + 3 min 07 s     |
| 3e | Linda Jackson     | Canada   | Saeco-Timex | + 3 min 13 s     |
| 4e | Edita Pučinskaitė | Lituanie | Acca Due O  | + 3 min 21 s     |
| 5e | Barbara Heeb      | Suisse   | Suisse      | + 5 min 57 s     |

### 10eétape
Sans surprise, Fabiana Luperini confirme sa domination en montagne sur les pentes du Zoncolan. L'ascension débute à Sutrio et est interrompu au niveau du téléphérique,.
| \| Classement de l'étape \| Classement de l'étape \| Classement de l'étape \| Classement de l'étape \| Classement de l'étape \| \| Coureur \| Coureur \| Pays \| Équipe \| Temps \| \| --------------------- \| --------------------- \| --------------------- \| --------------------- \| --------------------- \| \| 1re \| Fabiana Luperini \| Italie \| Mimosa \| 2 h 26 min 58 s \| \| 2e \| Barbara Heeb \| Suisse \| Suisse \| + 34 s \| \| 3e \| Linda Jackson \| Canada \| Saeco-Timex \| + 1 min 33 s \| \| 4e \| Edita Pučinskaitė \| Lituanie \| Acca Due O \| + 2 min 14 s \| \| 5e \| Luisiana Pegoraro \| Italie \| \| + 2 min 17 s \| |                   |          |             |                 |
| |                   |          |             |                 |
| |                   |          |             |                 |
| Classement de l'étape |                   |          |             |                 |
| Coureur | Coureur           | Pays     | Équipe      | Temps           |
| 1re | Fabiana Luperini  | Italie   | Mimosa      | 2 h 26 min 58 s |
| 2e | Barbara Heeb      | Suisse   | Suisse      | + 34 s          |
| 3e | Linda Jackson     | Canada   | Saeco-Timex | + 1 min 33 s    |
| 4e | Edita Pučinskaitė | Lituanie | Acca Due O  | + 2 min 14 s    |
| 5e | Luisiana Pegoraro | Italie   |             | + 2 min 17 s    |

| \| Classement général \| Classement général \| Classement général \| Classement général \| Classement général \| \| Coureur \| Coureur \| Pays \| Équipe \| Temps \| \| ------------------ \| ------------------ \| ------------------ \| ------------------ \| ------------------ \| \| 1re \| Fabiana Luperini \| Italie \| Mimosa \| \| \| 2e \| Linda Jackson \| Canada \| Saeco-Timex \| + 4 min 46 s \| \| 3e \| Edita Pučinskaitė \| Lituanie \| Acca Due O \| + 5 min 35 s \| \| 4e \| Barbara Heeb \| Suisse \| Suisse \| + 6 min 31 s \| \| 5e \| Imelda Chiappa \| Italie \| Edil Savino \| + 7 min 03 s \| |                   |          |             |              |
| |                   |          |             |              |
| |                   |          |             |              |
| Classement général |                   |          |             |              |
| Coureur | Coureur           | Pays     | Équipe      | Temps        |
| 1re | Fabiana Luperini  | Italie   | Mimosa      |              |
| 2e | Linda Jackson     | Canada   | Saeco-Timex | + 4 min 46 s |
| 3e | Edita Pučinskaitė | Lituanie | Acca Due O  | + 5 min 35 s |
| 4e | Barbara Heeb      | Suisse   | Suisse      | + 6 min 31 s |
| 5e | Imelda Chiappa    | Italie   | Edil Savino | + 7 min 03 s |

### 11eétape
Elizabeth Tadich attaque à plusieurs reprises durant l'étape. L'étape se conclut au sprint par une victoire de Gabriella Pregnolato.
| \| Classement de l'étape \| Classement de l'étape \| Classement de l'étape \| Classement de l'étape \| Classement de l'étape \| \| Coureur \| Coureur \| Pays \| Équipe \| Temps \| \| --------------------- \| --------------------- \| --------------------- \| --------------------- \| --------------------- \| \| 1re \| Gabriella Pregnolato \| Italie \| Edil Savino \| 2 h 30 min 00 s \| \| 2e \| Imelda Chiappa \| Italie \| Edil Savino \| + 0 s \| \| 3e \| Diana Žiliūtė \| Lituanie \| Acca Due O \| + 0 s \| \| 4e \| Mari Holden \| États-Unis \| \| + 0 s \| \| 5e \| Yvonne Brunen \| Pays-Bas \| \| + 0 s \| \| 6e \| Yvonne Schnorf-Wabel \| Suisse \| \| + 0 s \| \| 7e \| Monica Valvik-Valen \| Norvège \| \| + 0 s \| \| 8e \| Elizabeth Tadich \| Australie \| \| + 5 s \| \| 9e \| Regina Schleicher \| Allemagne \| \| + 5 s \| \| 10e \| Nada Cristofoli \| Italie \| Mimosa \| + 5 s \| |                      |            |             |                 |
| |                      |            |             |                 |
| |                      |            |             |                 |
| Classement de l'étape |                      |            |             |                 |
| Coureur | Coureur              | Pays       | Équipe      | Temps           |
| 1re | Gabriella Pregnolato | Italie     | Edil Savino | 2 h 30 min 00 s |
| 2e | Imelda Chiappa       | Italie     | Edil Savino | + 0 s           |
| 3e | Diana Žiliūtė        | Lituanie   | Acca Due O  | + 0 s           |
| 4e | Mari Holden          | États-Unis |             | + 0 s           |
| 5e | Yvonne Brunen        | Pays-Bas   |             | + 0 s           |
| 6e | Yvonne Schnorf-Wabel | Suisse     |             | + 0 s           |
| 7e | Monica Valvik-Valen  | Norvège    |             | + 0 s           |
| 8e | Elizabeth Tadich     | Australie  |             | + 5 s           |
| 9e | Regina Schleicher    | Allemagne  |             | + 5 s           |
| 10e | Nada Cristofoli      | Italie     | Mimosa      | + 5 s           |

| \| Classement général \| Classement général \| Classement général \| Classement général \| Classement général \| \| Coureur \| Coureur \| Pays \| Équipe \| Temps \| \| ------------------ \| ------------------------- \| ------------------ \| ------------------ \| ------------------ \| \| 1re \| Fabiana Luperini \| Italie \| Mimosa \| 27 h 51 min 13 s \| \| 2e \| Linda Jackson \| Canada \| Saeco-Timex \| + 4 min 46 s \| \| 3e \| Edita Pučinskaitė \| Lituanie \| Acca Due O \| + 5 min 35 s \| \| 4e \| Barbara Heeb \| Suisse \| Suisse \| + 6 min 31 s \| \| 5e \| Imelda Chiappa \| Italie \| Edil Savino \| + 7 min 03 s \| \| 6e \| Luisiana Pegoraro \| Italie \| \| + 11 min 12 s \| \| 7e \| Alessandra Cappellotto \| Italie \| \| + 12 min 09 s \| \| 8e \| Élisabeth Chevanne-Brunel \| France \| SC Michela Fanini \| + 12 min 21 s \| \| 9e \| Diana Žiliūtė \| Lituanie \| Acca Due O \| + 13 min 24 s \| \| 10e \| Roberta Bonanomi \| Italie \| Mimosa \| + 13 min 36 s \| |                           |          |                   |                  |
| |                           |          |                   |                  |
| |                           |          |                   |                  |
| Classement général |                           |          |                   |                  |
| Coureur | Coureur                   | Pays     | Équipe            | Temps            |
| 1re | Fabiana Luperini          | Italie   | Mimosa            | 27 h 51 min 13 s |
| 2e | Linda Jackson             | Canada   | Saeco-Timex       | + 4 min 46 s     |
| 3e | Edita Pučinskaitė         | Lituanie | Acca Due O        | + 5 min 35 s     |
| 4e | Barbara Heeb              | Suisse   | Suisse            | + 6 min 31 s     |
| 5e | Imelda Chiappa            | Italie   | Edil Savino       | + 7 min 03 s     |
| 6e | Luisiana Pegoraro         | Italie   |                   | + 11 min 12 s    |
| 7e | Alessandra Cappellotto    | Italie   |                   | + 12 min 09 s    |
| 8e | Élisabeth Chevanne-Brunel | France   | SC Michela Fanini | + 12 min 21 s    |
| 9e | Diana Žiliūtė             | Lituanie | Acca Due O        | + 13 min 24 s    |
| 10e | Roberta Bonanomi          | Italie   | Mimosa            | + 13 min 36 s    |

### 12eétape
| \| Classement de l'étape \| Classement de l'étape \| Classement de l'étape \| Classement de l'étape \| Classement de l'étape \| \| Coureur \| Coureur \| Pays \| Équipe \| Temps \| \| --------------------- \| ------------------------- \| --------------------- \| --------------------- \| --------------------- \| \| 1re \| Diana Žiliūtė \| Lituanie \| Acca Due O \| 2 h 33 min 18 s \| \| 2e \| Cinzia Faccin \| Italie \| Acca Due O \| + 0 s \| \| 3e \| Berta Fernandez \| Espagne \| \| + 0 s \| \| 4e \| Simona Parente \| Italie \| Edil Savino \| + 0 s \| \| 5e \| Sara Felloni \| Italie \| Edil Savino \| + 0 s \| \| 6e \| Mari Holden \| États-Unis \| \| + 0 s \| \| 7e \| Zinaida Stahurskaia \| Biélorussie \| \| + 0 s \| \| 8e \| Regina Schleicher \| Allemagne \| \| + 0 s \| \| 9e \| Zita Urbonaitė \| Lituanie \| Acca Due O \| + 0 s \| \| 10e \| Élisabeth Chevanne-Brunel \| France \| SC Michela Fanini \| + 0 s \| |                           |             |                   |                 |
| |                           |             |                   |                 |
| |                           |             |                   |                 |
| Classement de l'étape |                           |             |                   |                 |
| Coureur | Coureur                   | Pays        | Équipe            | Temps           |
| 1re | Diana Žiliūtė             | Lituanie    | Acca Due O        | 2 h 33 min 18 s |
| 2e | Cinzia Faccin             | Italie      | Acca Due O        | + 0 s           |
| 3e | Berta Fernandez           | Espagne     |                   | + 0 s           |
| 4e | Simona Parente            | Italie      | Edil Savino       | + 0 s           |
| 5e | Sara Felloni              | Italie      | Edil Savino       | + 0 s           |
| 6e | Mari Holden               | États-Unis  |                   | + 0 s           |
| 7e | Zinaida Stahurskaia       | Biélorussie |                   | + 0 s           |
| 8e | Regina Schleicher         | Allemagne   |                   | + 0 s           |
| 9e | Zita Urbonaitė            | Lituanie    | Acca Due O        | + 0 s           |
| 10e | Élisabeth Chevanne-Brunel | France      | SC Michela Fanini | + 0 s           |

## Classement général final
| \| Classement général \| Classement général \| Classement général \| Classement général \| Classement général \| \| Coureuse \| Coureuse \| Pays \| Équipe \| Temps \| \| ------------------ \| ------------------------- \| ------------------ \| ------------------ \| ------------------ \| \| 1re \| Fabiana Luperini \| Italie \| Mimosa \| 30 h 24 min 31 s \| \| 2e \| Linda Jackson \| Canada \| Saeco-Timex \| + 4 min 46 s \| \| 3e \| Edita Pučinskaitė \| Lituanie \| Acca Due O \| + 5 min 35 s \| \| 4e \| Barbara Heeb \| Suisse \| Suisse \| + 6 min 31 s \| \| 5e \| Imelda Chiappa \| Italie \| Edil Savino \| + 7 min 03 s \| \| 6e \| Luisiana Pegoraro \| Italie \| \| + 11 min 12 s \| \| 7e \| Alessandra Cappellotto \| Italie \| \| + 12 min 09 s \| \| 8e \| Élisabeth Chevanne-Brunel \| France \| SC Michela Fanini \| + 12 min 21 s \| \| 9e \| Diana Žiliūtė \| Lituanie \| Acca Due O \| + 13 min 24 s \| \| 10e \| Roberta Bonanomi \| Italie \| Mimosa \| + 13 min 38 s \| |                           |          |                   |                  |
| |                           |          |                   |                  |
| |                           |          |                   |                  |
| Classement général |                           |          |                   |                  |
| Coureuse | Coureuse                  | Pays     | Équipe            | Temps            |
| 1re | Fabiana Luperini          | Italie   | Mimosa            | 30 h 24 min 31 s |
| 2e | Linda Jackson             | Canada   | Saeco-Timex       | + 4 min 46 s     |
| 3e | Edita Pučinskaitė         | Lituanie | Acca Due O        | + 5 min 35 s     |
| 4e | Barbara Heeb              | Suisse   | Suisse            | + 6 min 31 s     |
| 5e | Imelda Chiappa            | Italie   | Edil Savino       | + 7 min 03 s     |
| 6e | Luisiana Pegoraro         | Italie   |                   | + 11 min 12 s    |
| 7e | Alessandra Cappellotto    | Italie   |                   | + 12 min 09 s    |
| 8e | Élisabeth Chevanne-Brunel | France   | SC Michela Fanini | + 12 min 21 s    |
| 9e | Diana Žiliūtė             | Lituanie | Acca Due O        | + 13 min 24 s    |
| 10e | Roberta Bonanomi          | Italie   | Mimosa            | + 13 min 38 s    |

## Classements annexes
| Classement par points | Classement par points | Classement par points | Classement par points | Classement par points |
| Coureuse              | Coureuse              | Pays                  | Équipe                | Points                |
| --------------------- | --------------------- | --------------------- | --------------------- | --------------------- |
| 1re                   | Diana Žiliūtė         | Lituanie              | Acca Due O            | 192 pts               |
| 2e                    | Imelda Chiappa        | Italie                | Edil Savino           | 147 pts               |
| 3e                    | Fabiana Luperini      | Italie                | Mimosa                | 103 pts               |

| Classement par points | Classement par points | Classement par points | Classement par points | Classement par points |
| Coureuse              | Coureuse              | Pays                  | Équipe                | Points                |
| --------------------- | --------------------- | --------------------- | --------------------- | --------------------- |
| 1re                   | Diana Žiliūtė         | Lituanie              | Acca Due O            | 192 pts               |
| 2e                    | Imelda Chiappa        | Italie                | Edil Savino           | 147 pts               |
| 3e                    | Fabiana Luperini      | Italie                | Mimosa                | 103 pts               |

| Classement de la montagne | Classement de la montagne | Classement de la montagne | Classement de la montagne | Classement de la montagne |
| Coureuse                  | Coureuse                  | Pays                      | Équipe                    | Points                    |
| ------------------------- | ------------------------- | ------------------------- | ------------------------- | ------------------------- |
| 1re                       | Fabiana Luperini          | Italie                    | Mimosa                    | 41 pts                    |
| 2e                        | Barbara Heeb              | Suisse                    | Suisse                    | 23 pts                    |
| 3e                        | Imelda Chiappa            | Italie                    | Edil Savino               |                           |

| Classement de la montagne | Classement de la montagne | Classement de la montagne | Classement de la montagne | Classement de la montagne |
| Coureuse                  | Coureuse                  | Pays                      | Équipe                    | Points                    |
| ------------------------- | ------------------------- | ------------------------- | ------------------------- | ------------------------- |
| 1re                       | Fabiana Luperini          | Italie                    | Mimosa                    | 41 pts                    |
| 2e                        | Barbara Heeb              | Suisse                    | Suisse                    | 23 pts                    |
| 3e                        | Imelda Chiappa            | Italie                    | Edil Savino               |                           |

| Classement des sprints | Classement des sprints | Classement des sprints | Classement des sprints | Classement des sprints |
| Coureuse               | Coureuse               | Pays                   | Équipe                 | Points                 |
| ---------------------- | ---------------------- | ---------------------- | ---------------------- | ---------------------- |
| 1re                    | Greta Zocca            | Italie                 | Acca Due O             | 42 pts                 |
| 2e                     | Sara Felloni           | Italie                 | Edil Savino            | 39 pts                 |
| 3e                     | Diana Žiliūtė          | Lituanie               | Acca Due O             | 17 pts                 |

| Classement des sprints | Classement des sprints | Classement des sprints | Classement des sprints | Classement des sprints |
| Coureuse               | Coureuse               | Pays                   | Équipe                 | Points                 |
| ---------------------- | ---------------------- | ---------------------- | ---------------------- | ---------------------- |
| 1re                    | Greta Zocca            | Italie                 | Acca Due O             | 42 pts                 |
| 2e                     | Sara Felloni           | Italie                 | Edil Savino            | 39 pts                 |
| 3e                     | Diana Žiliūtė          | Lituanie               | Acca Due O             | 17 pts                 |

| Classement du meilleur jeune | Classement du meilleur jeune | Classement du meilleur jeune | Classement du meilleur jeune | Classement du meilleur jeune |
| Coureuse                     | Coureuse                     | Pays                         | Équipe                       | Temps                        |
| ---------------------------- | ---------------------------- | ---------------------------- | ---------------------------- | ---------------------------- |
| 1re                          | Edita Pučinskaitė            | Lituanie                     | Acca Due O                   | 30 h 30 min 06 s             |
| 2e                           | Élisabeth Chevanne-Brunel    | France                       | SC Michela Fanini            | + 6 min 46 s                 |
| 3e                           | Diana Žiliūtė                | Lituanie                     | Acca Due O                   | + 7 min 49 s                 |

| Classement du meilleur jeune | Classement du meilleur jeune | Classement du meilleur jeune | Classement du meilleur jeune | Classement du meilleur jeune |
| Coureuse                     | Coureuse                     | Pays                         | Équipe                       | Temps                        |
| ---------------------------- | ---------------------------- | ---------------------------- | ---------------------------- | ---------------------------- |
| 1re                          | Edita Pučinskaitė            | Lituanie                     | Acca Due O                   | 30 h 30 min 06 s             |
| 2e                           | Élisabeth Chevanne-Brunel    | France                       | SC Michela Fanini            | + 6 min 46 s                 |
| 3e                           | Diana Žiliūtė                | Lituanie                     | Acca Due O                   | + 7 min 49 s                 |

| Classement de la meilleure étrangère | Classement de la meilleure étrangère | Classement de la meilleure étrangère | Classement de la meilleure étrangère | Classement de la meilleure étrangère |
|                                      | Coureur                              | Pays                                 | Équipe                               | Temps                                |
| ------------------------------------ | ------------------------------------ | ------------------------------------ | ------------------------------------ | ------------------------------------ |
| 1er                                  | Linda Jackson                        | Canada                               | Saeco-Timex                          | en 30 h 29 min 17 s                  |
| 2e                                   | Edita Pučinskaitė                    | Lituanie                             | Acca Due O                           | + 49 s                               |
| 3e                                   | Barbara Heeb                         | Suisse                               | Suisse                               | + 1 min 45 s                         |
| modifier                             |                                      |                                      |                                      |                                      |

| Classement par équipes | Classement par équipes | Classement par équipes | Classement par équipes |
| Équipe                 | Équipe                 | Pays                   | Temps                  |
| ---------------------- | ---------------------- | ---------------------- | ---------------------- |

| Classement par équipes | Classement par équipes | Classement par équipes | Classement par équipes |
| Équipe                 | Équipe                 | Pays                   | Temps                  |
| ---------------------- | ---------------------- | ---------------------- | ---------------------- |

## Évolution des classements
| Étape              |                             | Vainqueur _          | Classement général |
| ------------------ | --------------------------- | -------------------- | ------------------ |
| 1re étape          | étape vallonnée             | Diana Žiliūtė        | Diana Žiliūtė      |
| 2e étape           | étape de plaine             | Nada Cristofoli      | Imelda Chiappa     |
| 3e étape           | étape vallonnée             | Valeria Cappellotto  | Imelda Chiappa     |
| 4e étape           | étape vallonnée             | Diana Žiliūtė        | Diana Žiliūtė      |
| 5e étape           | étape de montagne           | Fabiana Luperini     | Fabiana Luperini   |
| 6e étape           | contre-la-montre individuel | Diana Žiliūtė        | Fabiana Luperini   |
| 7e étape           | étape de plaine             | Catherine Marsal     | Fabiana Luperini   |
| 8e étape           | étape de plaine             | Sylvie Riedle        | Fabiana Luperini   |
| 9e étape           | étape de montagne           | Fabiana Luperini     | Fabiana Luperini   |
| 10e étape          | étape de montagne           | Fabiana Luperini     | Fabiana Luperini   |
| 11e étape          | étape de plaine             | Gabriella Pregnolato | Fabiana Luperini   |
| 12e étape          | étape de plaine             | Diana Žiliūtė        | Fabiana Luperini   |
| Classements finals | Classements finals          |                      | Fabiana Luperini   |

## Liste des participantes
| Sans équipe ___ | Sans équipe ___                 | Sans équipe ___ |
| --------------- | ------------------------------- | --------------- |
| Num             | Coureuse                        | Pos             |
|                 | Patricia Venturi (ITA)          | 98e             |
|                 | Sylvie Riedle (FRA)             | 65e             |
|                 | Ana Burgos (ESP)                | 64e             |
|                 | Katia Longhin (ITA)             | 63e             |
|                 | Berta Fernandez (ESP)           | 62e             |
|                 | Roberta Ferrero (ITA)           | 66e             |
|                 | Tuija Kinnunen (FIN)            | 68e             |
|                 | Solrun Flatås (NOR)             | 67e             |
|                 | Serena Gazzini (ITA)            | 69e             |
|                 | Sophie Saint-Jacques (CAN)      | 60e             |
|                 | Lenka Těšíková (CZE)            | 70e             |
|                 | Lizanne Bussières (CAN)         | 61e             |
|                 | Katja Böhme (GER)               | 56e             |
|                 | Elfie Kunz (SUI)                | 51e             |
|                 | Marta Ponce (ESP)               | 97e             |
|                 | Natalia Karimova (RUS)          | 49e             |
|                 | Anne Samplonius (CAN)           | 57e             |
|                 | Huch Hayley (AUS)               | 42e             |
|                 | Angela Hillenga (NED)           | 53e             |
|                 | Olga Cappiello (ITA)            | 52e             |
|                 | Ana Oneca (ESP)                 | 54e             |
|                 | Regina Schleicher (GER)         | 48e             |
|                 | Rachel Leroux (FRA)             | 71e             |
|                 | Simona Grossi (ITA)             | 75e             |
|                 | Ingrid Kelderhuis (NED)         | 72e             |
|                 | Stephanie Owen (USA)            | 94e             |
|                 | Anne Svatzell (USA)             | 89e             |
|                 | Barbara Delvai (ITA)            | 93e             |
|                 | Federica Cupioli (ITA)          | 82e             |
|                 | Barbara Menegon (ITA)           | 84e             |
|                 | Penelope Smithers (AUS)         | 77e             |
|                 | Estela Peris Rodríguez (ESP)    | 96e             |
|                 | Marisa Coato (ITA)              | 85e             |
|                 | Imke Schiersch (GER)            | 73e             |
|                 | Marinella Guarguaglini (ITA)    | 92e             |
|                 | Elena Ogui (UKR)                | 90e             |
|                 | Heather Cole (CAN)              | 80e             |
|                 | Marta Vilajosana (ESP)          | 78e             |
|                 | Samantha Rizzi (ITA)            | 76e             |
|                 | Oksana Saprykina (UKR)          | 91e             |
|                 | Marika Murer (SUI)              | 81e             |
|                 | Antonella Ruzzi (ITA)           | 79e             |
|                 | Cherie Pridham (GBR)            | 83e             |
|                 | Montserrat Alonso (ESP)         | 88e             |
|                 | Mandy Hampel (GER)              | 46e             |
|                 | Šárka Víchová (CZE)             | 50e             |
|                 | Kimberley Langton-Davidge (CAN) | 45e             |
|                 | Catherine Marsal (FRA)          | 23e             |
|                 | Kathy Watt (AUS)                | 21e             |
|                 | Monica Valvik-Valen (NOR)       | 20e             |
|                 | Tatiana Stiajkina (UKR)         | 24e             |
|                 | Mari Holden (USA)               | 26e             |
|                 | Lynn Nixon (AUS)                | 25e             |
|                 | Fátima Blázquez (ESP)           | 27e             |
|                 | Marie-Jose Chaleat (FRA)        | 29e             |
|                 | Yvonne Schnorf-Wabel (SUI)      | 18e             |
|                 | Izaskun Bengoa (ESP)            | 16e             |
|                 | Alessandra Cappellotto (ITA)    | 7e              |
|                 | Luisiana Pegoraro (ITA)         | 6e              |
|                 | Marcia Eicher (SUI)             | 17e             |
|                 | Pia Sundstedt (FIN)             | 11e             |
|                 | Joane Somarriba (ESP)           | 14e             |
|                 | Monica Bandini (ITA)            | 13e             |
|                 | Leigh Hobson (CAN)              | 30e             |
|                 | Laurence Restoin (FRA)          | 22e             |
|                 | Yevheniya Vysotska (UKR)        | 44e             |
|                 | Line Lykke Meyer Nielsen        | 43e             |
|                 | Mara Calliope (ITA)             | 31e             |
|                 | Delphine Bézille (FRA)          | 37e             |
|                 | Zinaida Stahurskaia (BLR)       | 38e             |
|                 | Charlotte White-Pordham (AUS)   | 39e             |
|                 | Yvonne Brunen (NED)             | 33e             |
|                 | Juanita Feldhahn (AUS)          | 41e             |
|                 | Elizabeth Tadich (AUS)          | 34e             |

| Mimosa ___ | Mimosa ___                | Mimosa ___ |
| ---------- | ------------------------- | ---------- |
| Num        | Coureuse                  | Pos        |
| 1          | Fabiana Luperini (ITA)    | 1re        |
| 2          | Sonia Rocca (ITA)         | 35e        |
| 3          | Daniela Veronesi (SMR)    | 32e        |
| 4          | Nada Cristofoli (ITA)     | 47e        |
| 5          | Roberta Bonanomi (ITA)    | 10e        |
| 6          | Valeria Cappellotto (ITA) | 12e        |

| Edil Savino EDI | Edil Savino EDI            | Edil Savino EDI |
| --------------- | -------------------------- | --------------- |
| Num             | Coureuse                   | Pos             |
| 11              | Imelda Chiappa (ITA)       | 5e              |
| 12              | Sara Savino (ITA)          | 40e             |
| 13              | Simona Parente (ITA)       | 19e             |
| 14              | Moira Tarraran (ITA)       | 36e             |
| 15              | Sara Felloni (ITA)         | 58e             |
| 16              | Gabriella Pregnolato (ITA) | 74e             |

| Acca Due O ___ | Acca Due O ___          | Acca Due O ___ |
| -------------- | ----------------------- | -------------- |
| Num            | Coureuse                | Pos            |
| 21             | Diana Žiliūtė (LTU)     | 9e             |
| 22             | Edita Pučinskaitė (LTU) | 3e             |
| 23             | Zita Urbonaitė (LTU)    | 28e            |
| 24             | Greta Zocca (ITA)       | 86e            |
| 25             | Elisa Cerato (ITA)      | 87e            |
| 26             | Sigrid Corneo (ITA)     | 55e            |
| 27             | Cinzia Faccin (ITA)     | 59e            |

| Saeco-Timex TIM | Saeco-Timex TIM     | Saeco-Timex TIM |
| --------------- | ------------------- | --------------- |
| Num             | Coureuse            | Pos             |
| 31              | Linda Jackson (CAN) | 2e              |

| Suisse SUI | Suisse SUI   | Suisse SUI |
| ---------- | ------------ | ---------- |
| Num        | Coureuse     | Pos        |
| 41         | Barbara Heeb | 4e         |

| Rabobank ___ | Rabobank ___          | Rabobank ___ |
| ------------ | --------------------- | ------------ |
| Num          | Coureuse              | Pos          |
| 51           | Meike de Bruijn (NED) | 15e          |

| SC Michela Fanini MIC | SC Michela Fanini MIC           | SC Michela Fanini MIC |
| --------------------- | ------------------------------- | --------------------- |
| Num                   | Coureuse                        | Pos                   |
| 61                    | Élisabeth Chevanne-Brunel (FRA) | 8e                    |

| Sans équipe ___ | Sans équipe ___                 | Sans équipe ___ |
| --------------- | ------------------------------- | --------------- |
| Num             | Coureuse                        | Pos             |
|                 | Patricia Venturi (ITA)          | 98e             |
|                 | Sylvie Riedle (FRA)             | 65e             |
|                 | Ana Burgos (ESP)                | 64e             |
|                 | Katia Longhin (ITA)             | 63e             |
|                 | Berta Fernandez (ESP)           | 62e             |
|                 | Roberta Ferrero (ITA)           | 66e             |
|                 | Tuija Kinnunen (FIN)            | 68e             |
|                 | Solrun Flatås (NOR)             | 67e             |
|                 | Serena Gazzini (ITA)            | 69e             |
|                 | Sophie Saint-Jacques (CAN)      | 60e             |
|                 | Lenka Těšíková (CZE)            | 70e             |
|                 | Lizanne Bussières (CAN)         | 61e             |
|                 | Katja Böhme (GER)               | 56e             |
|                 | Elfie Kunz (SUI)                | 51e             |
|                 | Marta Ponce (ESP)               | 97e             |
|                 | Natalia Karimova (RUS)          | 49e             |
|                 | Anne Samplonius (CAN)           | 57e             |
|                 | Huch Hayley (AUS)               | 42e             |
|                 | Angela Hillenga (NED)           | 53e             |
|                 | Olga Cappiello (ITA)            | 52e             |
|                 | Ana Oneca (ESP)                 | 54e             |
|                 | Regina Schleicher (GER)         | 48e             |
|                 | Rachel Leroux (FRA)             | 71e             |
|                 | Simona Grossi (ITA)             | 75e             |
|                 | Ingrid Kelderhuis (NED)         | 72e             |
|                 | Stephanie Owen (USA)            | 94e             |
|                 | Anne Svatzell (USA)             | 89e             |
|                 | Barbara Delvai (ITA)            | 93e             |
|                 | Federica Cupioli (ITA)          | 82e             |
|                 | Barbara Menegon (ITA)           | 84e             |
|                 | Penelope Smithers (AUS)         | 77e             |
|                 | Estela Peris Rodríguez (ESP)    | 96e             |
|                 | Marisa Coato (ITA)              | 85e             |
|                 | Imke Schiersch (GER)            | 73e             |
|                 | Marinella Guarguaglini (ITA)    | 92e             |
|                 | Elena Ogui (UKR)                | 90e             |
|                 | Heather Cole (CAN)              | 80e             |
|                 | Marta Vilajosana (ESP)          | 78e             |
|                 | Samantha Rizzi (ITA)            | 76e             |
|                 | Oksana Saprykina (UKR)          | 91e             |
|                 | Marika Murer (SUI)              | 81e             |
|                 | Antonella Ruzzi (ITA)           | 79e             |
|                 | Cherie Pridham (GBR)            | 83e             |
|                 | Montserrat Alonso (ESP)         | 88e             |
|                 | Mandy Hampel (GER)              | 46e             |
|                 | Šárka Víchová (CZE)             | 50e             |
|                 | Kimberley Langton-Davidge (CAN) | 45e             |
|                 | Catherine Marsal (FRA)          | 23e             |
|                 | Kathy Watt (AUS)                | 21e             |
|                 | Monica Valvik-Valen (NOR)       | 20e             |
|                 | Tatiana Stiajkina (UKR)         | 24e             |
|                 | Mari Holden (USA)               | 26e             |
|                 | Lynn Nixon (AUS)                | 25e             |
|                 | Fátima Blázquez (ESP)           | 27e             |
|                 | Marie-Jose Chaleat (FRA)        | 29e             |
|                 | Yvonne Schnorf-Wabel (SUI)      | 18e             |
|                 | Izaskun Bengoa (ESP)            | 16e             |
|                 | Alessandra Cappellotto (ITA)    | 7e              |
|                 | Luisiana Pegoraro (ITA)         | 6e              |
|                 | Marcia Eicher (SUI)             | 17e             |
|                 | Pia Sundstedt (FIN)             | 11e             |
|                 | Joane Somarriba (ESP)           | 14e             |
|                 | Monica Bandini (ITA)            | 13e             |
|                 | Leigh Hobson (CAN)              | 30e             |
|                 | Laurence Restoin (FRA)          | 22e             |
|                 | Yevheniya Vysotska (UKR)        | 44e             |
|                 | Line Lykke Meyer Nielsen        | 43e             |
|                 | Mara Calliope (ITA)             | 31e             |
|                 | Delphine Bézille (FRA)          | 37e             |
|                 | Zinaida Stahurskaia (BLR)       | 38e             |
|                 | Charlotte White-Pordham (AUS)   | 39e             |
|                 | Yvonne Brunen (NED)             | 33e             |
|                 | Juanita Feldhahn (AUS)          | 41e             |
|                 | Elizabeth Tadich (AUS)          | 34e             |

| Mimosa ___ | Mimosa ___                | Mimosa ___ |
| ---------- | ------------------------- | ---------- |
| Num        | Coureuse                  | Pos        |
| 1          | Fabiana Luperini (ITA)    | 1re        |
| 2          | Sonia Rocca (ITA)         | 35e        |
| 3          | Daniela Veronesi (SMR)    | 32e        |
| 4          | Nada Cristofoli (ITA)     | 47e        |
| 5          | Roberta Bonanomi (ITA)    | 10e        |
| 6          | Valeria Cappellotto (ITA) | 12e        |

| Edil Savino EDI | Edil Savino EDI            | Edil Savino EDI |
| --------------- | -------------------------- | --------------- |
| Num             | Coureuse                   | Pos             |
| 11              | Imelda Chiappa (ITA)       | 5e              |
| 12              | Sara Savino (ITA)          | 40e             |
| 13              | Simona Parente (ITA)       | 19e             |
| 14              | Moira Tarraran (ITA)       | 36e             |
| 15              | Sara Felloni (ITA)         | 58e             |
| 16              | Gabriella Pregnolato (ITA) | 74e             |

| Acca Due O ___ | Acca Due O ___          | Acca Due O ___ |
| -------------- | ----------------------- | -------------- |
| Num            | Coureuse                | Pos            |
| 21             | Diana Žiliūtė (LTU)     | 9e             |
| 22             | Edita Pučinskaitė (LTU) | 3e             |
| 23             | Zita Urbonaitė (LTU)    | 28e            |
| 24             | Greta Zocca (ITA)       | 86e            |
| 25             | Elisa Cerato (ITA)      | 87e            |
| 26             | Sigrid Corneo (ITA)     | 55e            |
| 27             | Cinzia Faccin (ITA)     | 59e            |

| Saeco-Timex TIM | Saeco-Timex TIM     | Saeco-Timex TIM |
| --------------- | ------------------- | --------------- |
| Num             | Coureuse            | Pos             |
| 31              | Linda Jackson (CAN) | 2e              |

| Suisse SUI | Suisse SUI   | Suisse SUI |
| ---------- | ------------ | ---------- |
| Num        | Coureuse     | Pos        |
| 41         | Barbara Heeb | 4e         |

| Rabobank ___ | Rabobank ___          | Rabobank ___ |
| ------------ | --------------------- | ------------ |
| Num          | Coureuse              | Pos          |
| 51           | Meike de Bruijn (NED) | 15e          |

| SC Michela Fanini MIC | SC Michela Fanini MIC           | SC Michela Fanini MIC |
| --------------------- | ------------------------------- | --------------------- |
| Num                   | Coureuse                        | Pos                   |
| 61                    | Élisabeth Chevanne-Brunel (FRA) | 8e                    |

Source pour les participantes ayant terminé l'épreuve. Les dossards sont inconnus. Les équipes sont largement méconnues.